# بخش رخشان
بخش رخشان یک بخش اداری در ایالت  بلوچستان پاکستان و با مرکزیت خاران است.  
در سال 2015، مجلس بلوچستان به اتفاق آرا قطعنامه‌ای را تصویب کرد که در آن از دولت استانی خواست  یک بخش جدید ازبخش های کویته و کلات  شامل مناطق نوشکی، چاغی، خاران و واشک تاسیس کند.
ناحیه خاران مرکز بخش رخشان است. برای این بخش 500 جریب زمین دولتی در خاران اختصاص یافته است.
بخش رخشان در تاریخ 17 اردیبهشت 1396 به عنوان بخش ابلاغ شده است و در همان روز اطلاعیه دیگری نیز به طور جداگانه مبنی بر ارتقاء شهر خاران به زیربخش و ناحیه خاران صادر شد.

## ناحیه ها
شامل مناطق زیر است:
- ناحیه چاغی
- ناحیه واشک
- ناحیه نوشکی
- ناحیه خاران